# 팬텀 파워

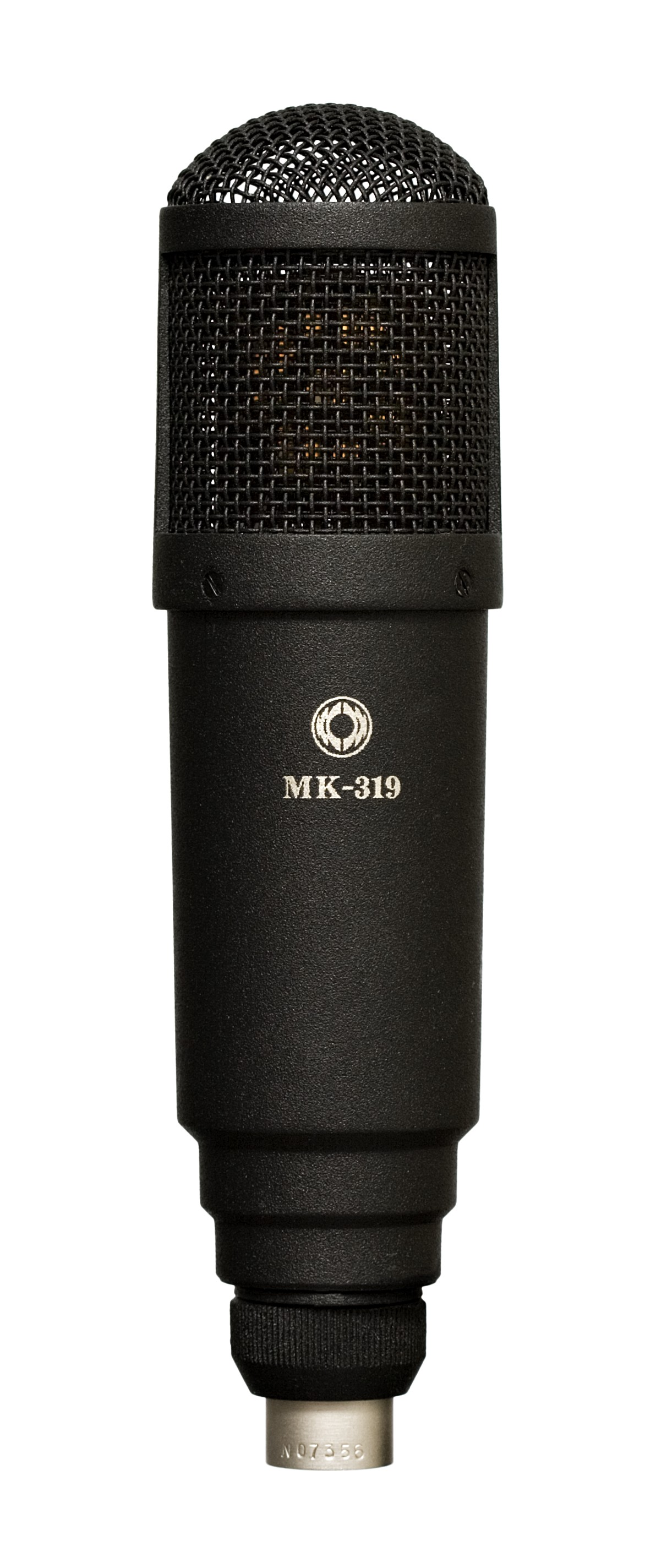

팬텀 파워(Phantom power)는 전문 오디오 장비 분야에서 밸런스 마이크 케이블의 두 신호선에 동일하게 적용되는 DC 전력으로 팬텀 회로를 형성하여 활성 전자 회로가 포함된 마이크를 작동시킨다. 콘덴서 마이크의 편리한 전원으로 가장 잘 알려져 있지만, 많은 액티브 다이렉트 박스에서도 이를 사용한다. 이 기술은 전원 공급과 신호 통신이 동일한 전선을 통해 이루어지는 다른 응용 분야에도 사용된다.
팬텀 전원 공급 장치는 믹싱 콘솔, 마이크 프리앰프 및 유사한 장비에 내장되는 경우가 많다. 마이크 회로에 전원을 공급하는 것 외에도 기존 콘덴서 마이크는 마이크의 변환기 요소를 극성화하기 위해 팬텀 파워도 사용한다.

## 같이 보기
- 전력선 통신